# Hermillon
Hermillon – miejscowość i dawna gmina we Francji, w regionie Owernia-Rodan-Alpy, w departamencie Sabaudia. W 2016 roku populacja ówczesnej gminy wynosiła 594 mieszkańców. 
W dniu 1 stycznia 2019 roku z połączenia trzech ówczesnych gmin – Le Châtel, Hermillon oraz Pontamafrey-Montpascal – powstała nowa gmina La Tour-en-Maurienne. Siedzibą gminy została miejscowość Hermillon. 